# شركة هينسيل فيلبس للإنشاءات
شركة هينسيل فيلبس للإنشاءات. ، التي تقع في جريلي، كولورادو، هي واحدة من أكبر  المقاولين العامين ومديري البناء في الولايات المتحدة، وتحتل المرتبة باستمرار ضمن أفضل 20 مقاولًا من حيث الإيرادات وفقًا لـ ENR ( سجل أخبار الهندسة ).  تأسست الشركة في عام 1937.

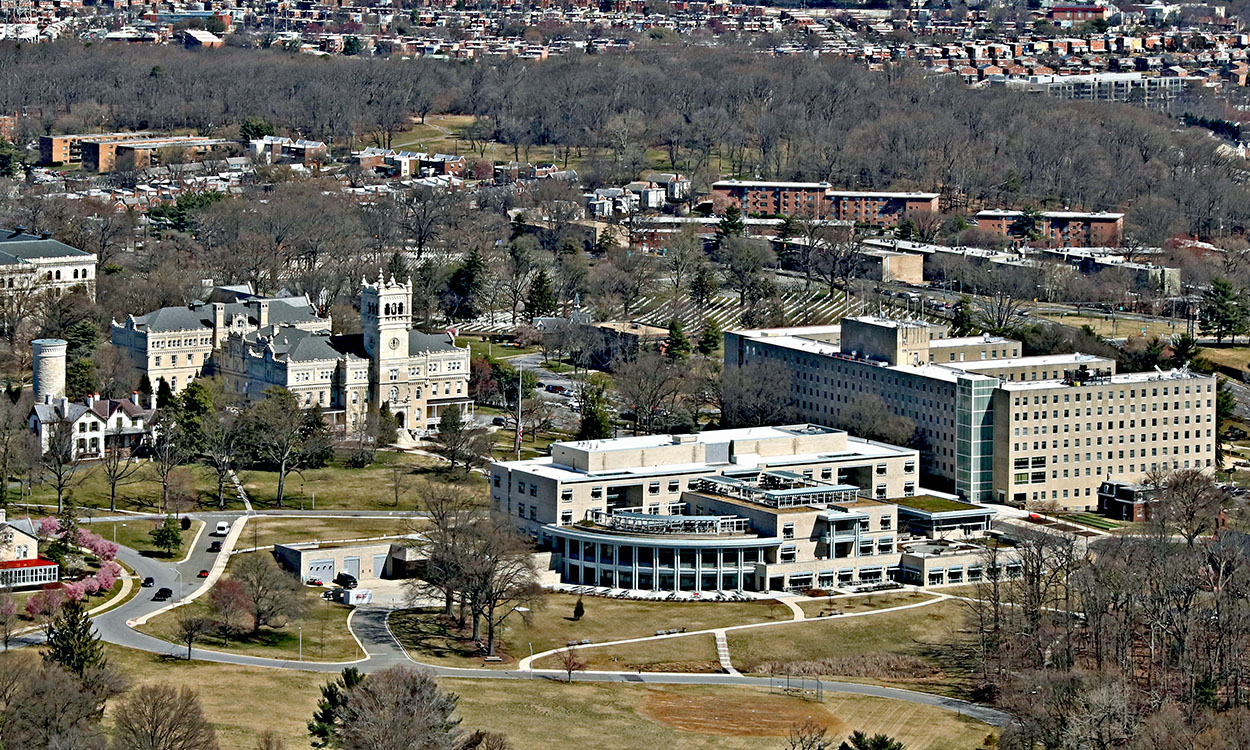
شركة هينسيل فيلبس للإنشاءات؛ دار رعاية مسنين القوات المسلحة، واشنطن العاصمة

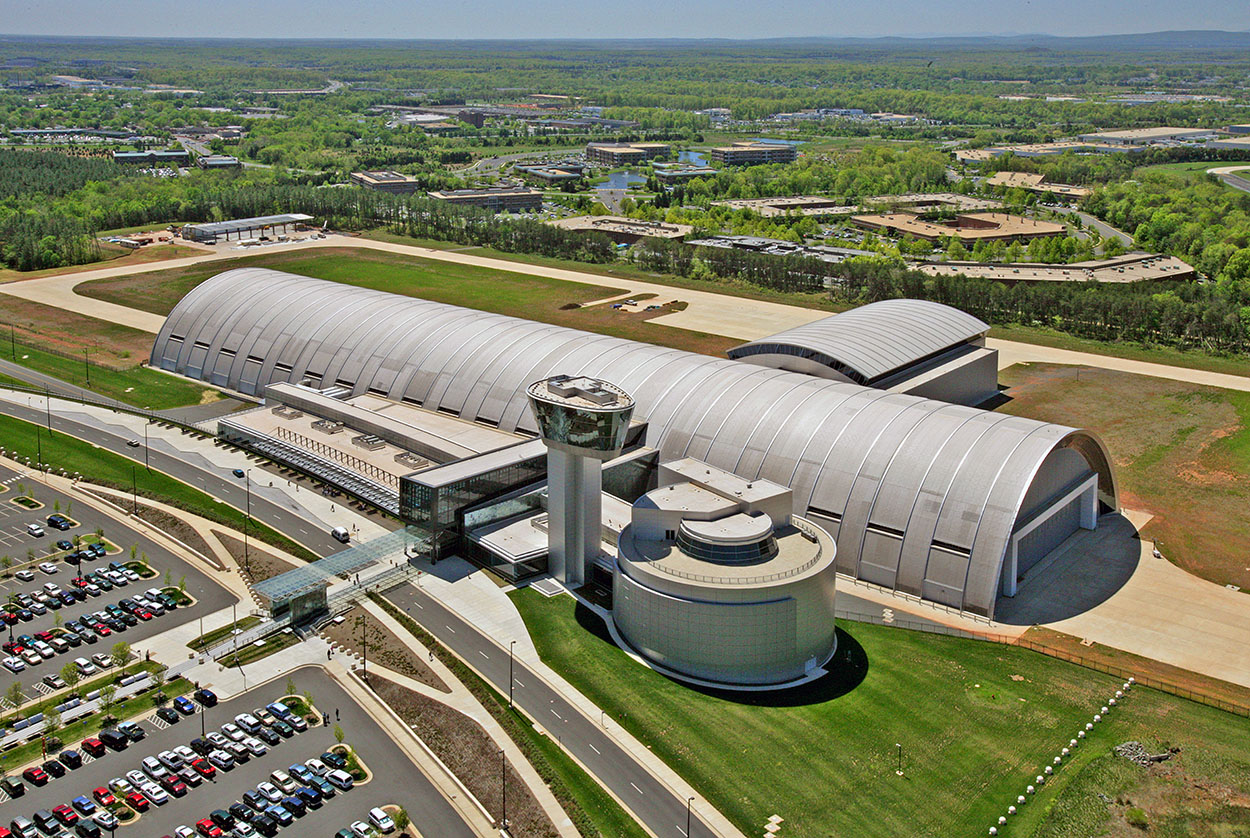
شركة هينسيل فيلبس للإنشاءات؛ أن ـيه ـس أم دالاس، أبريل 2006

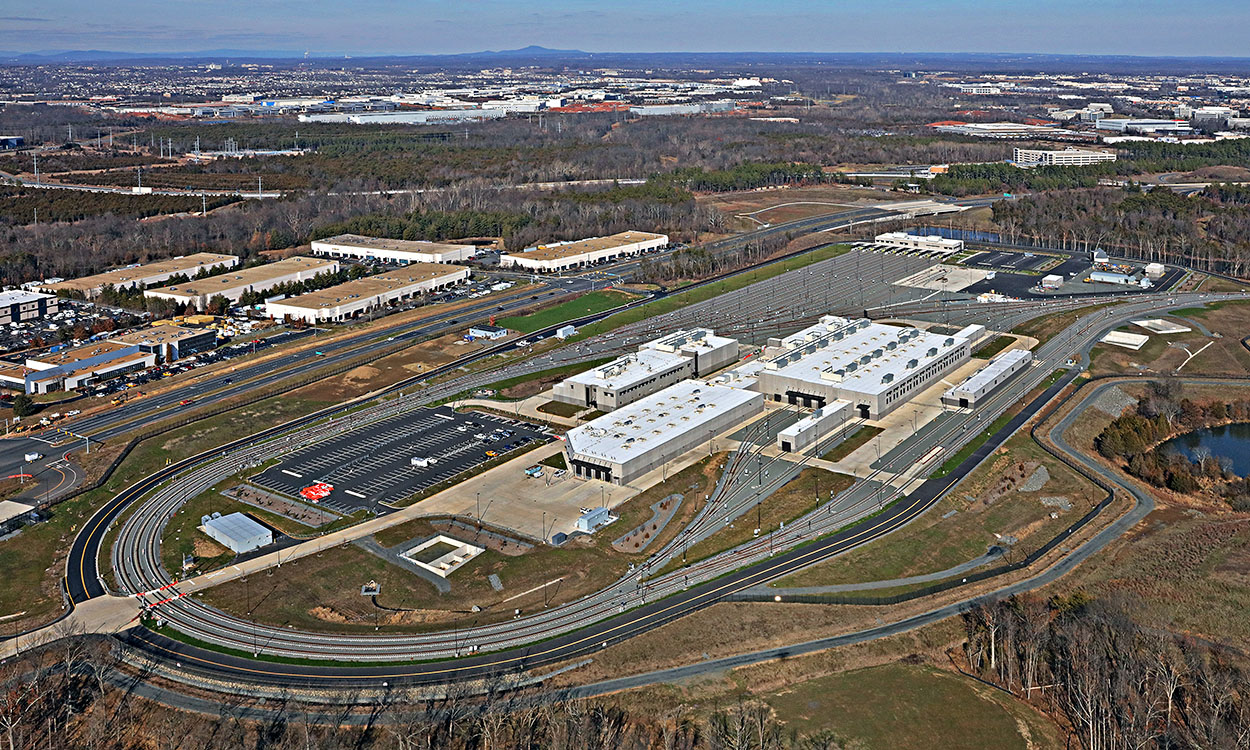
شركة هينسيل فيلبس للإنشاءات؛ ساحة سكك حديد دولس ومنشأة الصيانة

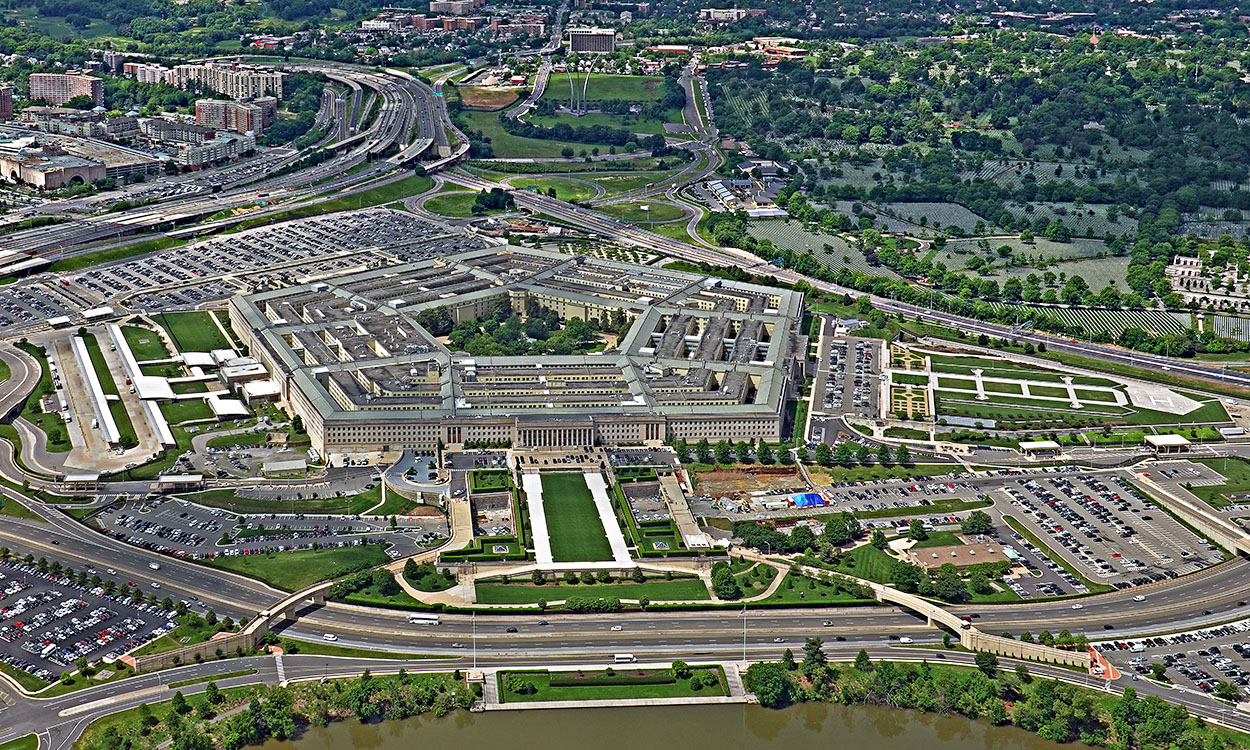
شركة هينسيل فيلبس للإنشاءات؛ تجديدات البنتاغون، ٢٠٠١-٢٠١٠

## أنظر أيضاً
- أفضل 100 مقاول فيدرالي أمريكي